# Grönstrupig bergsjuvel
Grönstrupig bergsjuvel (Lampornis viridipallens) är en fågel i familjen kolibrier.

## Utseende
Grönstrupig bergsjuvel är en rätt stor kolibri med mörk ögonmask, vitaktig strupe (grönfläckad hos hanen) och grön ovansida. I flykten syns ordentligt med ljusgrått på stjärtsidorna.

## Utbredning och systematik
Grönstrupig bergsjuvel delas in i fyra underarter:
- Lampornis viridipallens amadoni – förekommer i södra Mexiko (Cerro Baul i Oaxaca)
- Lampornis viridipallens ovandensis – förekommer i högland i södra Mexico (Chiapas) och nordvästra Guatemala
- Lampornis viridipallens viridipallens – förekommer i höglandet i Guatemala, norra El Salvador och västra Honduras
- Lampornis viridipallens nubivagus – förekommer i övre tropiska El Salvador

## Levnadssätt
Grönstrupig bergsjuvel hittas i fuktiga städsegröna bergsskogar. Där rör den sig rätt oansenligt i skuggig undervegetation och skogsbryn, födosökande bland blommor.

## Status och hot
Arten har ett stort utbredningsområde, men tros minska i antal, dock inte tillräckligt kraftigt för att den ska betraktas som hotad. Internationella naturvårdsunionen IUCN listar arten som livskraftig (LC). Beståndet uppskattas till i storleksordningen 50 000 till en halv miljon vuxna individer.